# Бенигна агресивност
Бенигна агресивност је према Фрому, одбрамбена реакција, филогенетски програмиран импулс за напад који настаје онда када су угрожени животни интереси и опстанак јединке и врсте. Она је биолошки прилагодљива, сврсисходна и заједничка животињама и људима. Циљ јој је уклањање претње, односно извора осујећености. Бенигна агресивност је изазвана, а нестаје онда када се уклони њен узрок. По аналогији, израз бенигни употребљава се за сва обољења код којих постоје добри изгледи за оздрављење, посебно означава форме тумора које не метастазирају (бенигни тумори).